# NGC 5173
NGC 5173 ist eine Elliptische Galaxie vom Hubble-Typ E im Sternbild der Jagdhunde, die etwa 112 Millionen Lichtjahre von der Milchstraße entfernt ist.
Sie wurde am 12. Mai 1787 von Wilhelm Herschel mit einem 18,7-Zoll-Spiegelteleskop entdeckt, der sie dabei mit cF, vS, stellar, 300 power beschrieb.